# 瀧谷寺
瀧谷寺（たきだんじ）は、福井県坂井市にある真言宗智山派の寺院。山号は摩尼宝山。本尊は薬師如来。

## 歴史
この寺は、1377年（永和3年）睿憲が崎浦に建てた庵に始まり、1381年（永徳2年）今の場所に移った。領主などから帰依を得、多くの塔頭・末寺を有した。

## 文化財

### 国宝
- 金銅宝相華文磬[1] - 平安時代後期

### 重要文化財（国指定）
- 絹本著色地蔵菩薩像[2]
- 天之図[3][4]
- 瀧谷寺（建造物）6棟[5][6]
  - 本堂
  - 観音堂（附：厨子）
  - 方丈及び庫裏
  - 開山堂
  - 鎮守堂（附：覆屋、拝殿、石鳥居）
  - 山門
  - （附指定）総門、宝蔵

### 名勝（国指定）
- 庭園[7] - 1929年名勝指定。江戸時代前期作。面積1700平方メートル

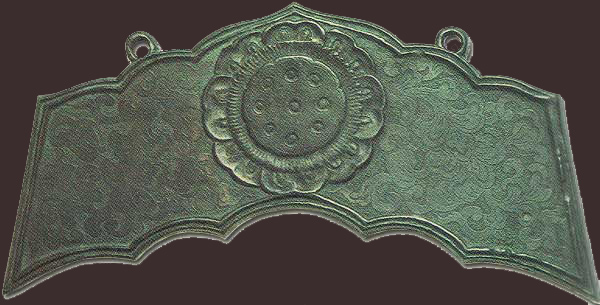
金銅宝相華文磬 （国宝）
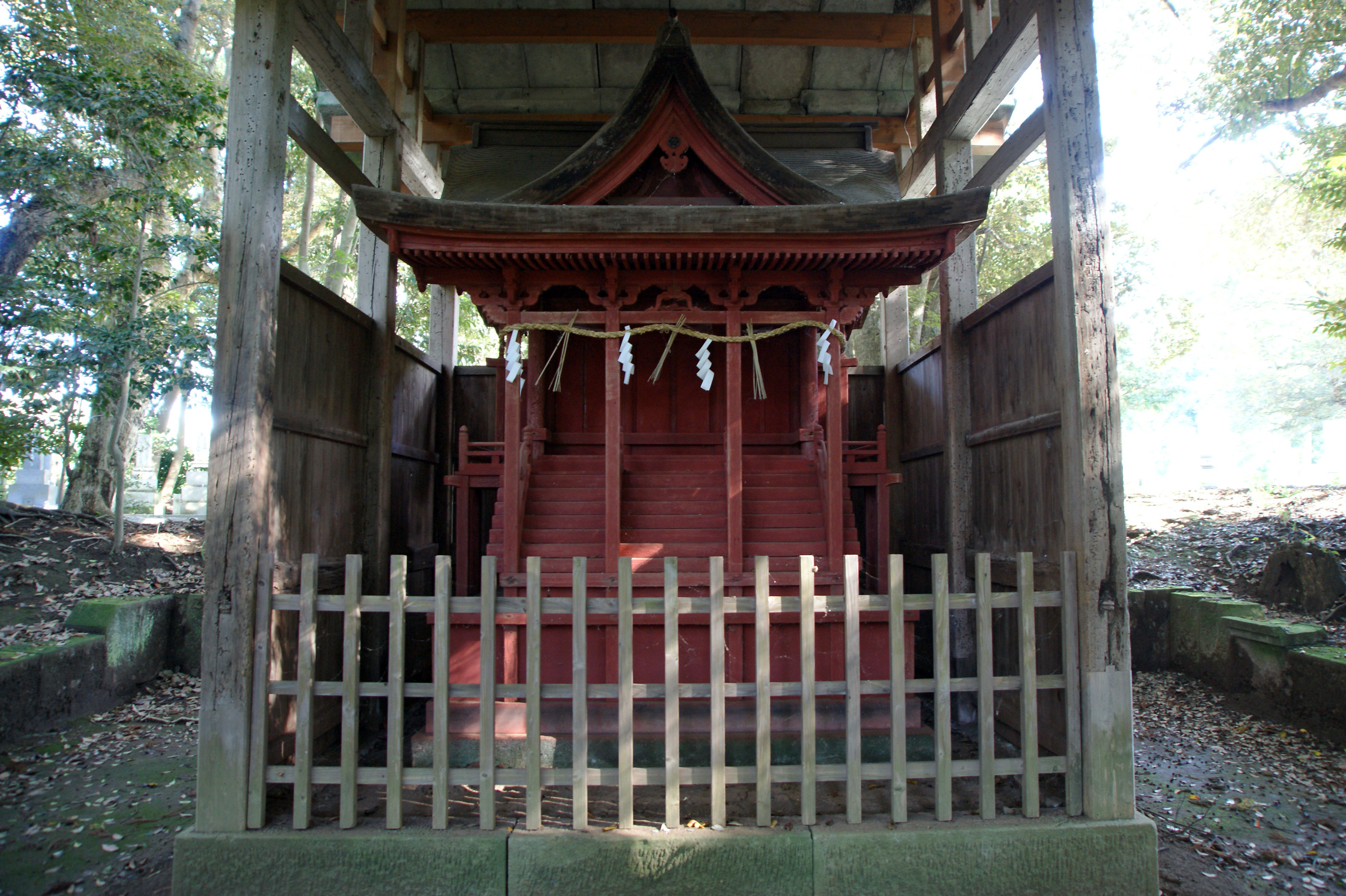
鎮守堂 （重要文化財）
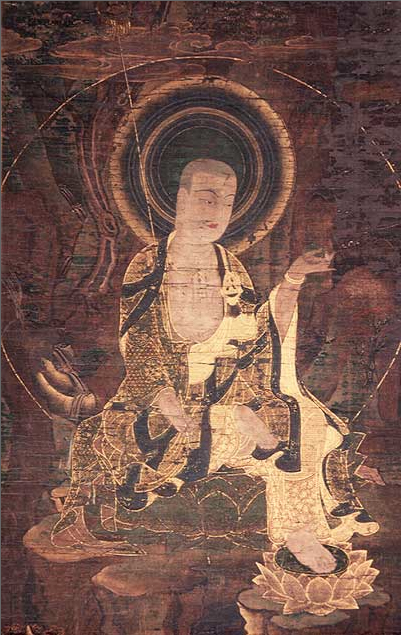
地蔵菩薩像 （重要文化財）
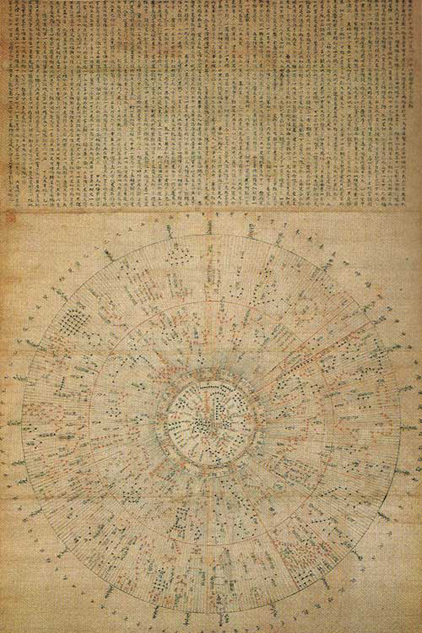
天之図 （重要文化財）
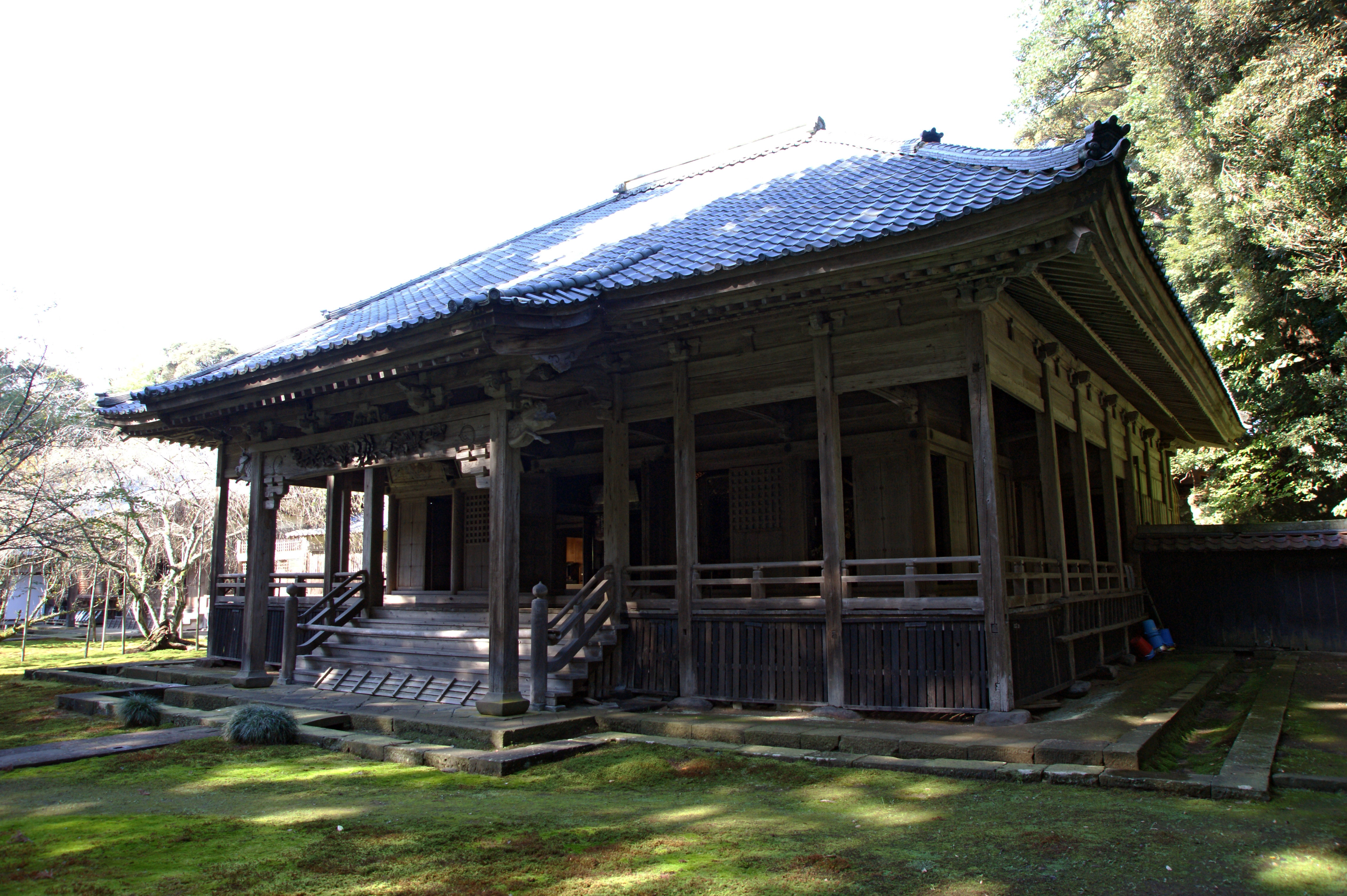
観音堂 （重要文化財）
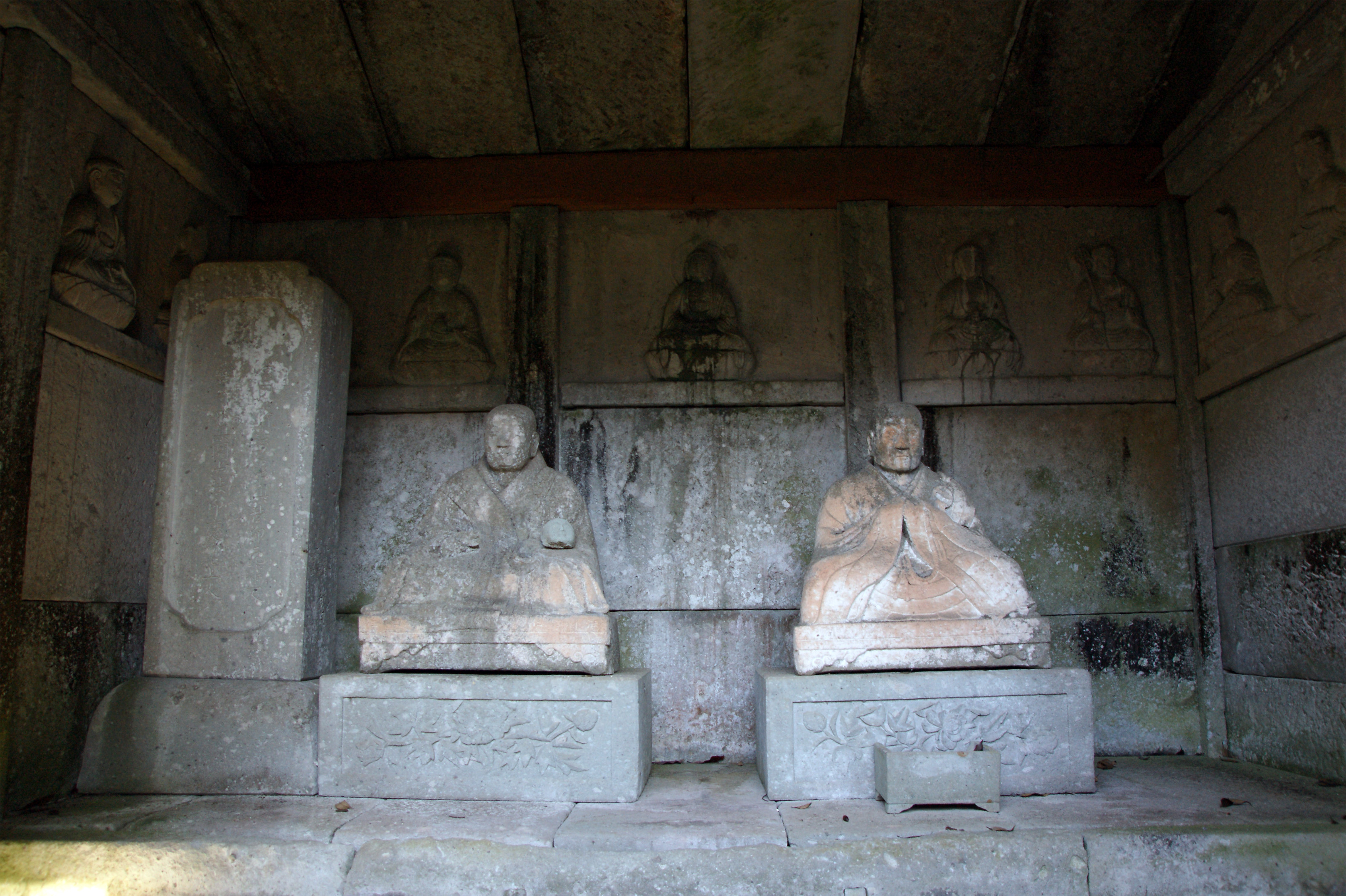
開山堂 （重要文化財）
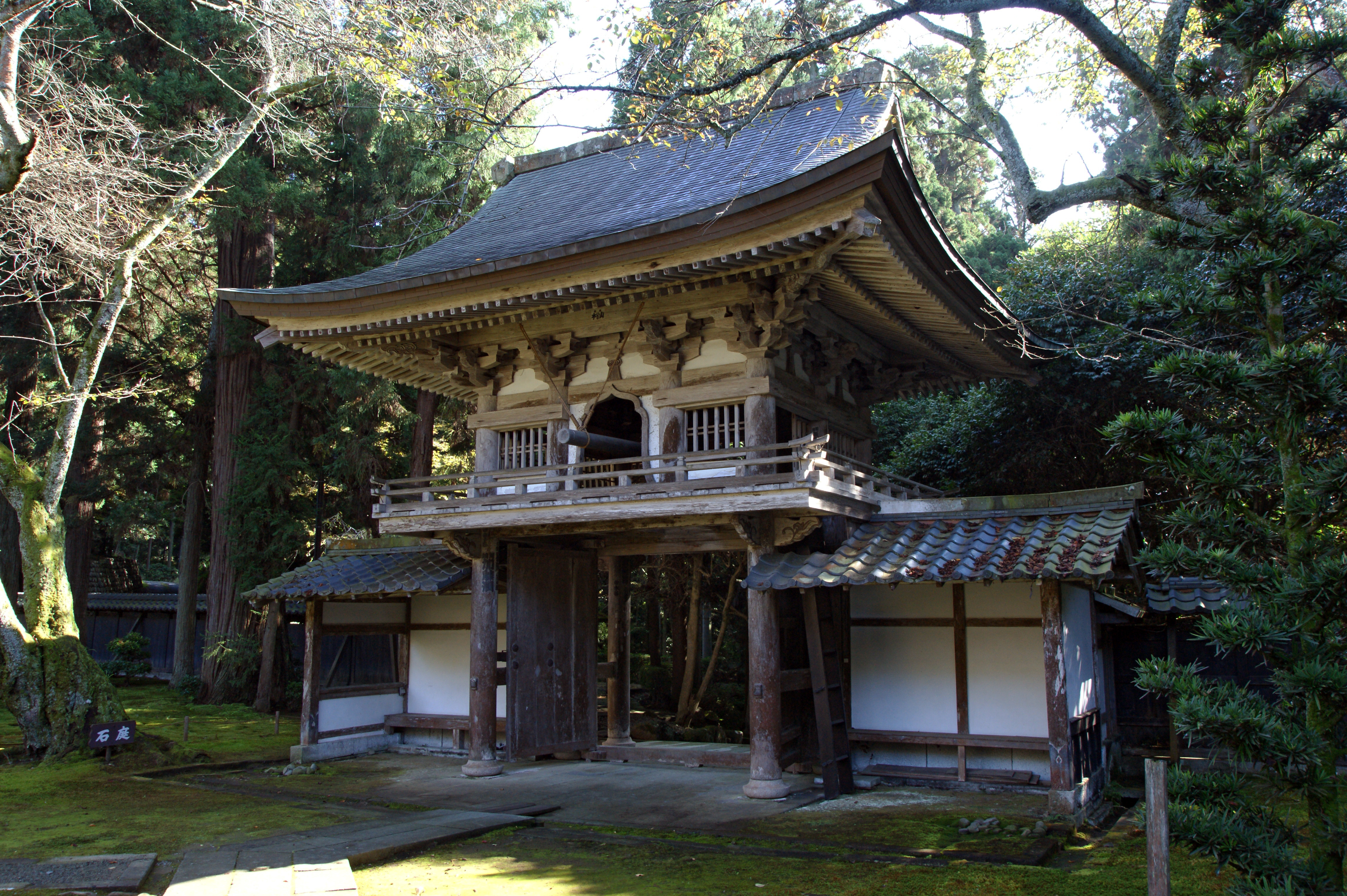
山門 （重要文化財）

## 境内
- 本堂 - 伝泰澄作の薬師如来立像安置、欄間の龍の彫刻は山田鬼斎作。
- 観音堂 - 室町時代建築、寛文3年（1663年）改修。寄棟造。秘仏如意輪観音安置。
- 山門（鐘楼門） - 天正年間建築、元禄11年改修。柴田勝家の寄進と伝わる。
- 開山堂 - 石棺の内壁に元亀3年（1572年）作の十三仏の浮彫。堂はそれ以前の建築。
- 鎮守堂[8] - 室町時代創建時の建築。木造・柿葺、流造り間口199.8cm、奥行250cm
- 聖天堂
- 地蔵堂
- 客殿 - 大正3年築、単層入母屋造、書院造
- 龍泉庭
- 宝物殿
- 庫裏

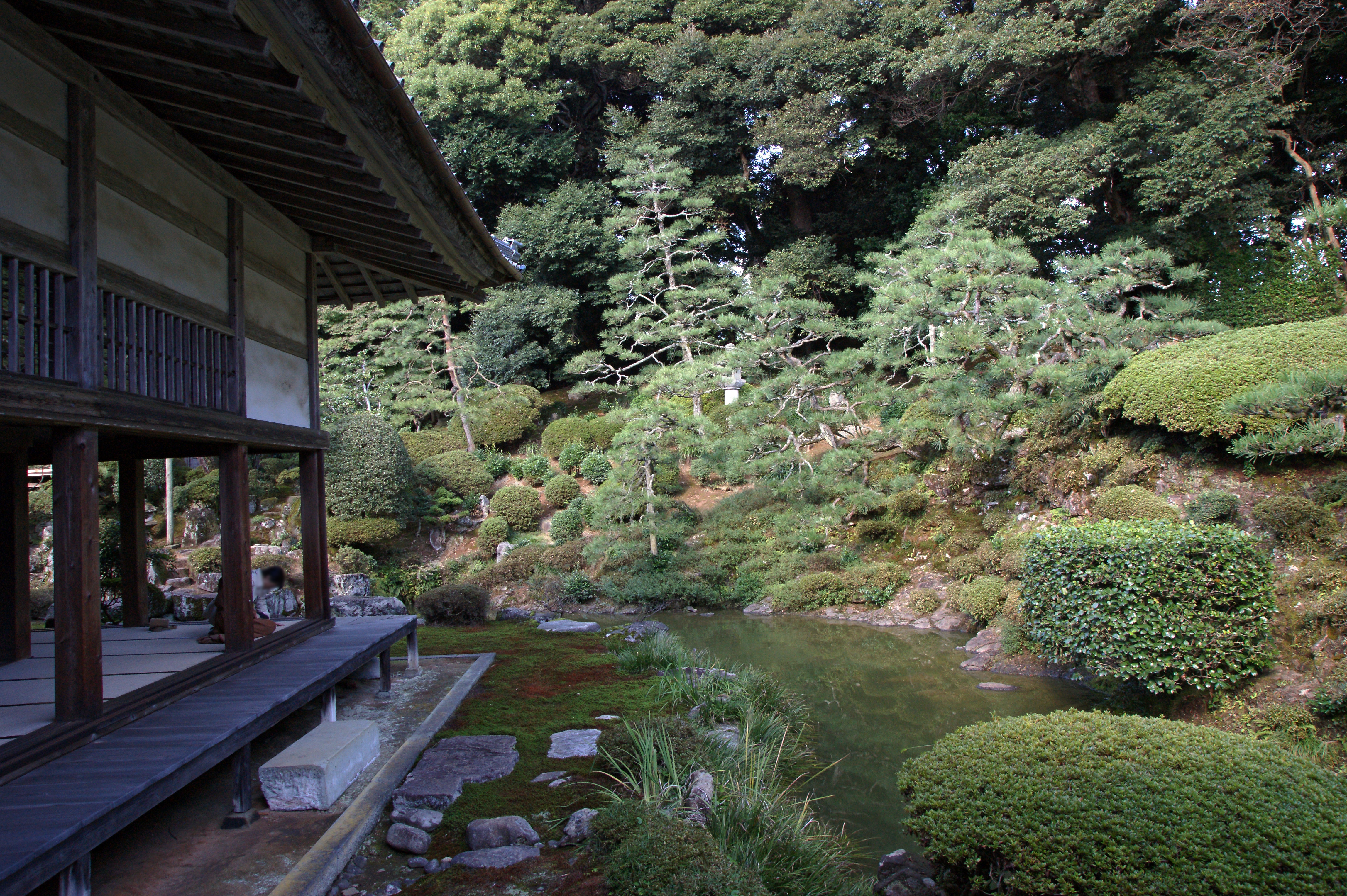
庭園
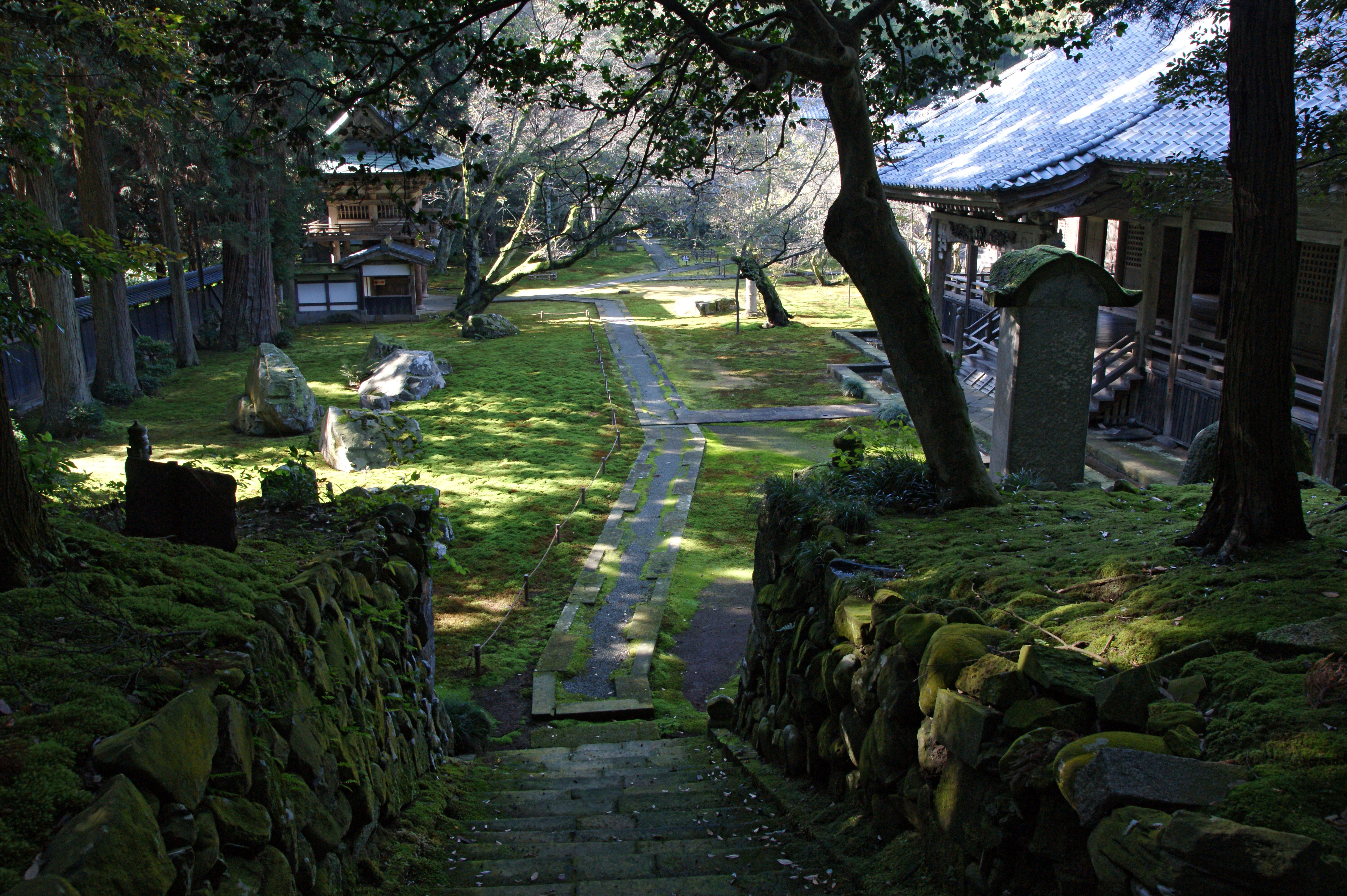
石庭（左） 観音堂（右）
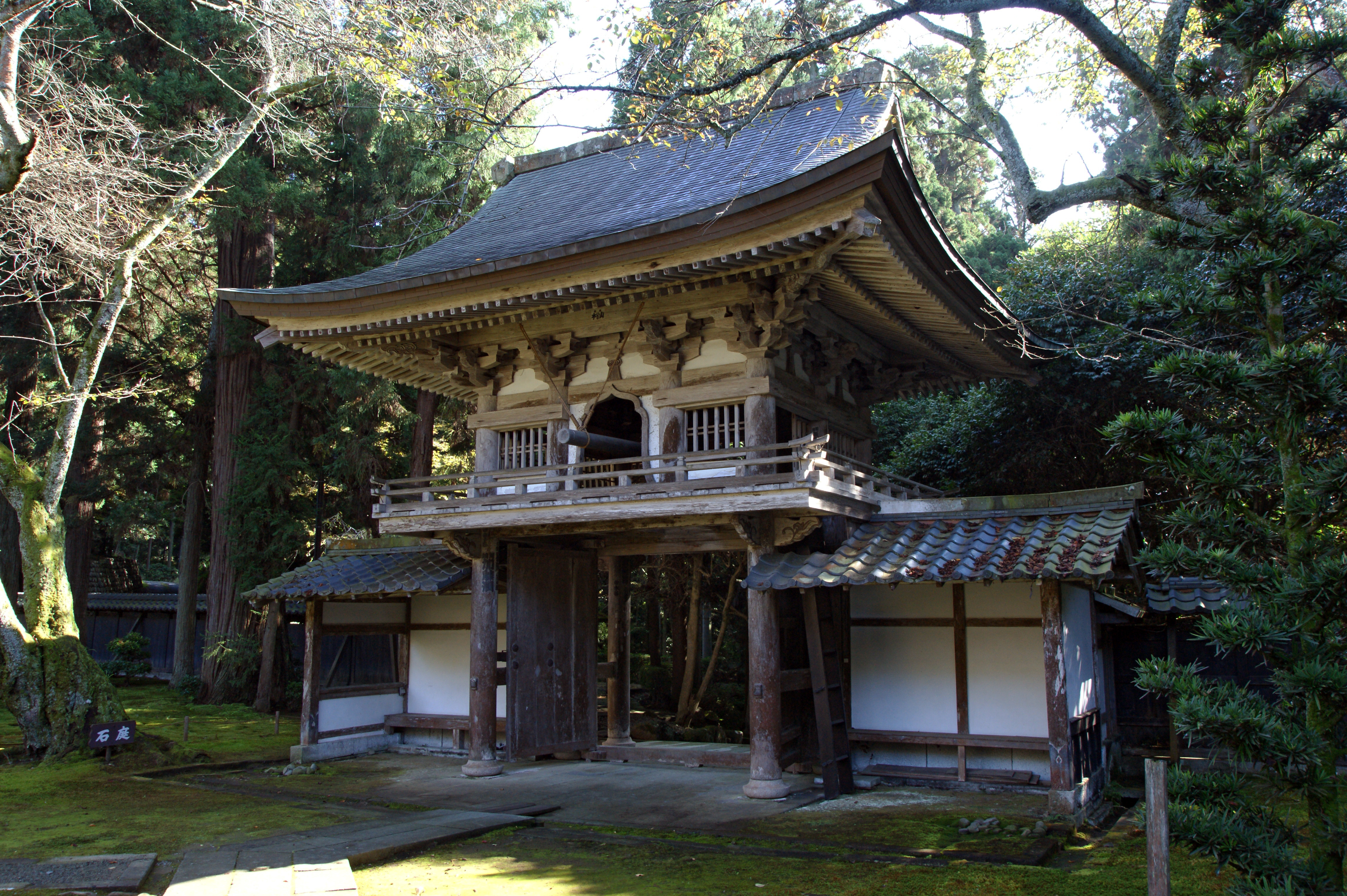
山門

- 石庭

- 庭園
- 石庭（左）
観音堂（右）
- 山門

## 所在地
- 〒913-0054 福井県坂井市三国町滝谷1-7－15

## 開門時間
- 3-10月 8:00-17:00　11-2月 8:00-16:30
- 拝観料　500円

## 交通
- えちぜん鉄道三国芦原線三国駅より徒歩10分

## 周辺
- 成田山福井別院九頭龍寺（北陸成田山）
- 坂井市龍翔博物館
- ONO MEMORIAL - 2005年に開館した美術館。愛称は「ブルーケーキ」。画家である小野忠弘の記念館。
- みくに文化未来館
- 旧森田銀行本店 - 国の登録有形文化財
- 旧岸名家